# Trois Sous-officiers
Pour plus de détails, voir Fiche technique et Distribution.
Trois Sous-officiers  (Drei Unteroffiziere) est un film allemand réalisé par Werner Hochbaum et sorti en 1939.

## Fiche technique
- Titre : Trois Sous-officiers
- Titre original : Drei Unteroffiziere
- Réalisation : Werner Hochbaum
- Scénario : Jacob Geis, Fred Hildenbrand et Klaus S. Richter
- Photographie : Werner Krien
- Son : Alfred Zunft
- Montage : Else Baum
- Musique : Sebastian Iradier
- Société de production : UFA
- Pays de production :  Allemagne
- Durée : 90 minutes
- Date de sortie : États-Unis - 19 mai 1939[1]

## Distribution
- Albert Hehn
- Fritz Genschow
- Wilhelm König
- Wilhelm Althaus
- Heinz Engelmann
- Wolfgang Staudte